# Per sempre Alfredo 2023
La Per sempre Alfredo 2023, terza edizione della corsa e valida come prova dell'UCI Europe Tour 2023 classe 1.1, si svolse il 19 marzo 2023 su un percorso di 190,2 km, con partenza da Firenze e arrivo a Sesto Fiorentino, in Italia. La vittoria fu appannaggio del tedesco Felix Engelhardt, il quale completò il percorso in 4h31'03", alla media di 42,103 km/h, precedendo il britannico Mark Stewart e il danese Anders Foldager.
Sul traguardo di Sesto Fiorentino 65 ciclisti, dei 124 partiti da Firenze, portarono a termine la competizione.

## Squadre e corridori partecipanti
| N.    | Cod. | Squadra                           |
| ----- | ---- | --------------------------------- |
| 1-6   | IGD  | Ineos Grenadiers                  |
| 12-17 | EFE  | EF Education-EasyPost             |
| 22-26 | JAY  | Team Jayco AlUla                  |
| 31-37 | BWB  | Bingoal WB                        |
| 42-47 | BEB  | Bolton Equities Black Spoke       |
| 51-57 | EOK  | Eolo-Kometa Cycling Team          |
| 61-67 | GBF  | Green Project-BardianiCSF-Faizanè |
| 71-77 | Q36  | Q36.5 Pro Cycling Team            |
| 81-87 | COR  | Team Corratec                     |
| 91-97 | BTC  | Beltrami TSA Tre Colli            |

| N.      | Cod. | Squadra                            |
| ------- | ---- | ---------------------------------- |
| 101-107 | BIA  | Biesse-Carrera                     |
| 111-116 | AZT  | D'Amico-UM Tools                   |
| 121-127 | GAL  | Gallina Ecotek Lucchini Colosio    |
| 131-137 | GEF  | General Store-Essegibi-F.lli Curia |
| 141-147 | GSS  | GW Shimano-Sidermec                |
| 151-157 | MGK  | MG.K Vis Colors for Peace          |
| 161-167 | CPK  | Team Colpack Ballan                |
| 171-176 | TER  | Technipes #inEmiliaRomagna         |
| 181-187 | IWM  | Work Service-Vitalcare-Dynatek     |

## Ordine d'arrivo (Top 10)
| Pos. | Corridore        | Squadra       | Tempo    |
| ---- | ---------------- | ------------- | -------- |
| 1    | Felix Engelhardt | Jayco         | 4h31'03" |
| 2    | Mark Stewart     | Bolton        | s.t.     |
| 3    | Anders Foldager  | Biesse        | s.t.     |
| 4    | Filippo Fiorelli | Green Project | s.t.     |
| 5    | Sergio Meris     | Colpack       | s.t.     |
| 6    | Rémy Mertz       | Bingoal       | s.t.     |
| 7    | Kim Heiduk       | Ineos         | s.t.     |
| 8    | Walter Calzoni   | Q36.5         | s.t.     |
| 9    | Alex Martín      | Eolo          | s.t.     |
| 10   | Lennert Teugels  | Bingoal       | s.t.     |